# Bländning

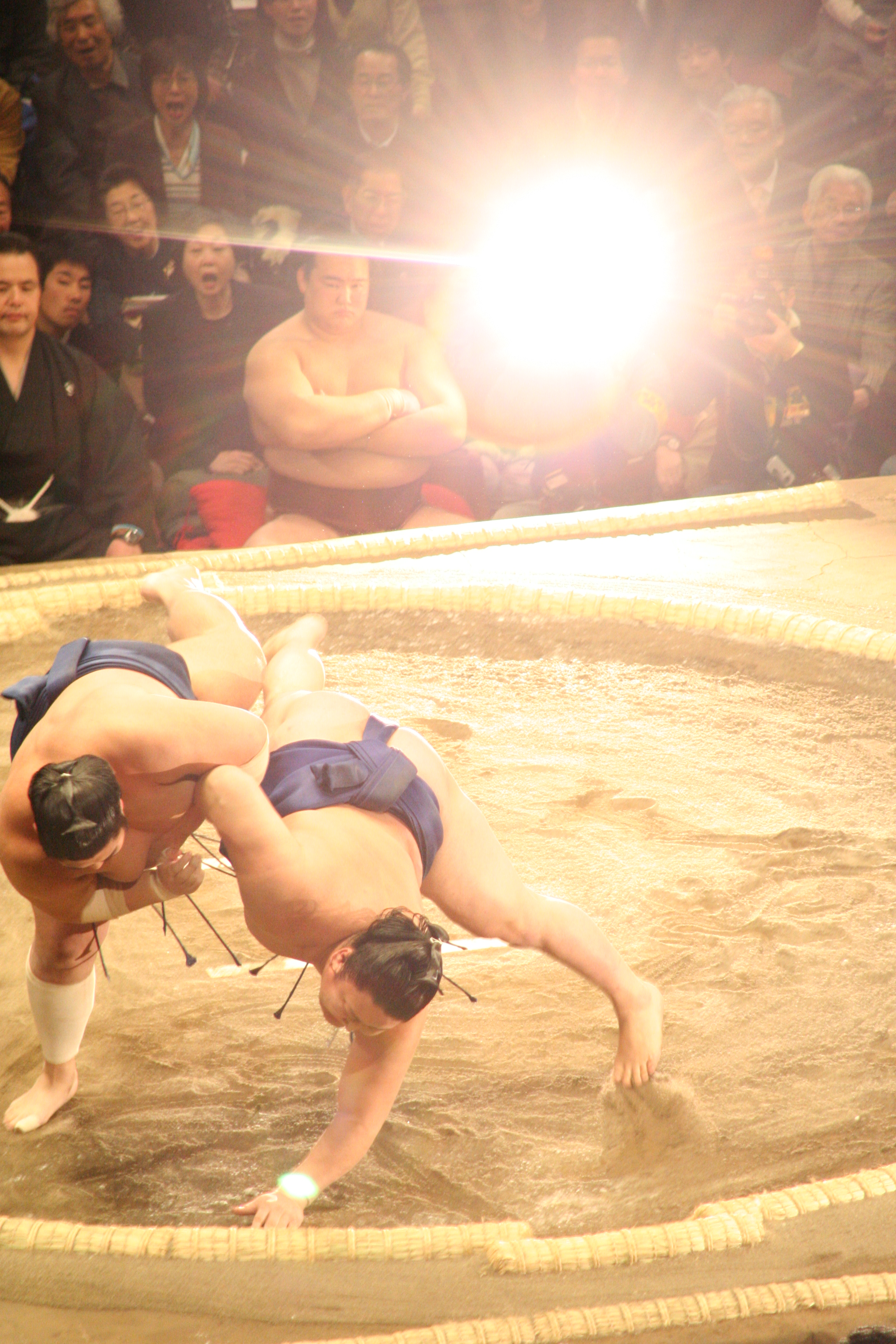
Bländande ljus från en kamerablixt i samband med en sumomatch.

Bländning är svårighet att se vid starkt ljus antingen direkt från en ljuskälla eller via ytreflektion.
Bländning orsakas av en hög luminans hos den bländande ljuskällan som antingen kan vara naturlig eller artificiell relativt det objekt som ögat försöker titta på. Förekomsten av bländning påverkas bland annat av vinkeln mellan objektet och ljuskällan, det vill säga var i synfältet det starka ljuset finns, och ögats adaption. Olika grad av bländning förekommer. Mildare former av bländning kan göra det svårt eller ansträngande att se objektet, medan en stark bländning gör det helt omöjligt att se något.
Det går att urskilja olika former av bländning:
- Direkt bländning, där starkt ljus från en ljuskälla direkt träffar ögat.
- Reflexbländning, där starkt reflekterat ljus från någon ytan inom synfältet träffar ögat.
- Kontrastbländning, vid alltför stora kontraster, det vill säga skillnader i ljusstyrka, inom synfältet.

Inom ljusdesign och arbete med professionell belysning är bländning ett särskilt viktigt begrepp att ha koll på. Belysningsbranschen delar upp bländning i två olika typer, synnedsättande bländning och obehagsbländning, där den första anses allvarligast men även den andra bör undvikas så långt det är möjligt.
Solglasögon bärs för att minska risken för bländning från solljus.
Bilars framlyktor riskerar att blända nattetid vilket motverkas med halvljus.